# 씨티프라퍼티 (기업)
씨티프라퍼티(CT Property Co. Ltd.)는 대한민국의 기업이다. 본사는 서울특별시 강남구 도산대로 445, 8층 (청담동, M빌딩) 에 위치해 있다. 대표이사는 최진욱이다. 초록뱀미디어의 경영권을 매각하였으며
2021년 W홀딩컴퍼니에서 초록뱀컴퍼니로 2023년 현재의 사명으로 상호가 변경되었다 과거 와이더플래닛의 신주인수권부사채(BW) 50억원 어치에 투자한 적이 있다

## 같이 보기
- 초록뱀미디어
- 큐캐피탈

## 참고 문헌
1. ↑  박은비, 씨티프라퍼티, 청담동 M빌딩으로 본사 이전, 뉴시스, 2024.08.19
2. ↑  진영기, 초록뱀미디어, 회사 매각 결정…소액주주 일단 한숨 돌렸다, 한국경제, 2023.12.07
3. ↑  김건우, W홀딩컴퍼니, 초록뱀컴퍼니로 사명변경 "엔터 지주사로 변신", 머니투데이, 2021.03.10
4. ↑  (주)초록뱀컴퍼니, ‘(주)씨티프라퍼티’로 사명 변경, 유리건장, 2023.10.19
5. ↑  씨티프라퍼티, 이정재 와이더플래닛 최대주주...50억 투자 부각 '강세', 아이뉴스24, 2023.12.11